# 3497 Innanen
3497 Innanen је астероид главног астероидног појаса чија средња удаљеност од Сунца износи 2,687 астрономских јединица (АЈ).
Апсолутна магнитуда астероида је 12,0.